# Tullio Pandolfini
Tullo Pandolfini (Firenze, 6 agosto 1914 – Firenze, 23 aprile 1999) è stato un pallanuotista italiano, vincitore di una medaglia d'oro all'olimpiade di Londra 1948 e di un oro agli europei di Montecarlo 1947. Con la R.N.Florentia vinse due scudetti.
Era il fratello di Gianfranco Pandolfini.